# Bus Simulator 21
Bus Simulator 21 es un videojuego de simulación de autobuses desarrollado por la compañía austriaca Stillalive Studios y distribuido por la alemana Astragon. Salió al mercado el 7 de septiembre de 2021 para Microsoft Windows, PlayStation 4 y Xbox One. Al igual que sus predecesores, su motor es Unreal Engine 4.

## Jugabilidad
Al contrario que las anteriores entregas, Bus Simulator 21 está ambientado en una nueva ciudad de mundo abierto llamada Angel Shores, una ciudad moderna ficticia ubicada en los Estados Unidos, inspirada en el área de la Bahía de San Francisco. El juego cuenta con nuevos escenarios, como avenidas costeras y nuevos distritos urbanos, como su particular Chinatown. Además del mapa de California, el juego también cuenta con el mapa de su predecesor, Bus Simulator 18. En cuanto a vehículos, como se desveló en su tráiler, el juego presentó el modelo Alexander Dennis Enviro500, de construcción escocesa y con dos pisos, vehículo con licencia para su jugabilidad, así como otros autobuses eléctricos. El juego también siguió su tendencia de ofrecer un modo multijugador cooperativo.

## Desarrollo
Stillalive Studios y Astragon Entertainment siguen siendo el desarrollador y editor del juego, respectivamente. El juego se lanzó para Microsoft Windows, PlayStation 4 y Xbox One en 2021, siendo probable que le sigan las versiones de la novena generación de consolas de videojuegos, en PlayStation 5 y Xbox Series X|S.